# Koniec niewinności
Koniec niewinności (oryg. Now and Then) – film z 1995 roku w reżyserii Lesli Linki Glatter.

## Opis fabuły
Cztery przyjaciółki z dzieciństwa: Samantha, Teeny, Chrissy i Roberta, mając dwanaście lat, złożyły przysięgę, że będą zawsze dla siebie ("Now and then") w momencie, gdy będą siebie potrzebować. Ten czas nadszedł po latach.
Film opowiada o czterech przyjaciółkach, które już jako dorosłe kobiety spotykają się ponownie po latach. Wspomnieniami wracają do wydarzeń z wakacji w latach 70., kiedy to miały po dwanaście lat. Wydarzenia z tamtych wakacji przerwało im beztroskie świat. Odkrywają, że dorośli potrafią mocno ranić, a także okłamywać najbliższych, a życie wcale nie jest bezbolesne. Stąd polskie tłumaczenie: "Koniec niewinności", albowiem odwołuje się do przełomowego momentu w życiu nastolatek, kiedy zaczynają być świadome i pozbawione złudzeń co do świata.
Każda z nich posiada inną osobowość, a także model rodziny. Rodzice Samanthy jako pierwsi w ich małym miasteczku się rozwodzą, czego dziewczynka się wstydzi i nie rozumie. Teeny jest jedynaczką, której rodzice nie dostrzegają. Chrissy jest "chowaną pod kloszem" córeczką mamusi, która wyjaśniając Chrissy w wieku dwunastu lat, czym jest seks, opisuje je jako "podlewanie ogródka". Zaś chłopczyca-Roberta żyje z czterema braćmi i ojcem - mama Roberty zginęła, gdy ta była jeszcze dzieckiem. W dorosłym życiu Samantha zostaje pisarką, Teeny staje się sławną aktorką i obydwie wyjeżdżają z miasta, Chrissy i Roberta natomiast zostają w prowincjonalnym miasteczku, w którym się wychowały wszystkie cztery. Chrissy wyrasta na konserwatywną panią domu i wkrótce spodziewa się dziecka, Roberta zaś zostaje doktorem.
Film ten łączy elementy dramatu, filmu obyczajowego, a także przyjemnej, momentami wręcz błyskotliwej komedii.

## Obsada
- Melanie Griffith – Teeny
- Demi Moore – Samantha
- Rita Wilson – Chrissy
- Rosie O’Donnell – Roberta Martin
- Ashleigh Aston Moore – Młoda Chrissy
- Christina Ricci – Młoda Roberta
- Gaby Hoffmann – Młoda Samantha
- Thora Birch – Młoda Teeny
- Lolita Davidovich – Gina Antonelli
- Devon Sawa – Scott Wormer
- Janeane Garofalo – Wiladene